# Navadna pijavčnica
Navadna pijavčnica (znanstveno ime Lysimachia vulgaris) je trajnica iz družine jegličevk.

## Opis
Navadna pijavčnica zraste od 50 do 150 cm visoko in ima dlakavo steblo, po katerem so vretenasto razporejeni suličasti listi. Rumeni cvetovi so zbrani v ovršna socvetja. Vsak cvet je sestavljen iz petih zraščenih venčnih listov, čašni listi pa so rdečkasto obrobljeni. V notranjosti cvetov je po pet prašnikov, plodnica pa je nadrasla. Cveti od maja do avgusta na vlažnih mestih.